# Gil Vidal
Gil Vidal est un acteur français né à Narbonne le 19 décembre 1931 et mort à Paris le 2 août 2014.

## Biographie
Jeune premier en vogue dans les années 1950, Gil Vidal est l'amant d'Annie Girardot dans L'Homme aux clés d'or en 1956 et le fiancé de Sophie Daumier dans À pied, à cheval et en voiture en 1957. Rival potentiel d'Alain Delon, il sera vite distancé par ce dernier.
Il se fait remarquer en posant pour une couverture du magazine Cinémonde aux  côtés de Dalida, avec laquelle il partage l'affiche du film Le Masque de Toutankhamon (1955). Dès lors il enchaîne les rôles au cinéma, parfois en vedette comme dans "Filles de nuit" ou "Péché de jeunesse". Il fait également du théâtre, notamment en tournée.
À partir de 1957, parallèlement à sa carrière cinématographique, il fait ses premiers pas dans le roman-photo où sa photogénie le prédispose aux premiers rôles. Il apparaît notamment aux côtés de Marie-José Nat dans "Notre amour est sans issue" publié par le magazine Lectures d'Aujourd'hui. Mais c'est surtout le cinéma qui l'intéresse sans toutefois lui accorder l'espace qu'il mérite. En 1959, il interprète au Mogador le rôle du jeune empereur dans l'opérette "Sissi". Dans les années 1960, il enregistre quelques 45 tours, puis tente une seconde carrière en Italie où on le voit notamment aux côtés de Anna Magnani dans "Le magot de Josefa". On le retrouve ensuite dans des films espagnols et aussi dans quelques téléfilms français, notamment dans le rôle de Hugues le Despenser dans Les Rois maudits.

## Filmographie

### Cinéma
- 1947 : La Révoltée de Marcel L'Herbier (non crédité)
- 1951 : Bibi Fricotin de Marcel Blistène - Un client du restaurant
- 1954 : Marianne de ma jeunesse de Julien Duvivier - Manfred
- 1954 : Le Masque de Toutankhamon (ou Le Trésor des pharaons) de Marco de Gastyne
- 1954 : Repris de justice (Avanzi di galera) de Vittorio Cottafavi
- 1956 : L'Homme aux clés d'or de Léo Joannon -  Rémy Bellanger, un voleur
- 1957 : Charmants Garçons de Henri Decoin - Max, le gigolo
- 1957 : Filles de nuit de Maurice Cloche - Paul
- 1957 : À pied, à cheval et en voiture de Maurice Delbez - Paul de Grandlieu
- 1958 : À pied, à cheval et en Spoutnik de Jean Dréville - Paul de Grandlieu
- 1958 : Péché de jeunesse de Louis Duchesne - Paul Belin
- 1959 : Douze Heures d'horloge de Géza von Radványi - Maurice de Tercy
- 1961 : La Tricheuse de Émile-Georges De Meyst - Martial
- 1960 : Les Amours d'Hercule (Gli amori di Ercole), de Carlo Ludovico Bragaglia - Achille
- 1962 : Trique, gamin de Paris de Marco de Gastyne - Gil
- 1963 : Shéhérazade de Pierre Gaspard-Huit - Thierry
- 1963 : Le Magot de Josefa de Claude Autant-Lara - Le curé
- 1964 : La coda del diavolo de Moraldo Rossi (it)
- 1964 : I promessi sposi (it) de Mario Maffei - Renzo Tramaglino
- 1970 : Presagio de Miguel Iglesias
- 1975 : Dans les griffes du loup-garou de Miguel Iglesias  - Larry Talbot
- 1976 : Desnuda inquietud de Miguel Iglesias  - Frank
- 1980 : Queen Lear de Mokhtar Chorfi - Le policier
- 1985 : El lio de papa de Miguel Iglesias  - Antonio Durán

### Télévision
- 1961 : L'Éventail de Lady Windermere, téléfilm de François Gir - Lord Windermere
- 1972 : Les Rois maudits de Claude Barma - Hugh le Despenser
- 1975 : Les Malfaisants, téléfilm de Jean Kerchbron - Didier